# Susanna Messaggio
Susanna Messaggio (Milano, 30 gennaio 1963) è una showgirl, educatrice e attrice italiana.

## Biografia
È nota al grande pubblico soprattutto per la sua lunga carriera di personaggio televisivo, iniziata nel 1979 ne La bustarella, su Antennatre e proseguita nel 1982 come telefonista (denominata "Goccia di Luna") nella trasmissione Portobello di Enzo Tortora e poi ne Il cappello sulle ventitré con Paolo Mosca. Da allora è stata valletta in varie trasmissioni di Mediaset (all'epoca Fininvest), in trasmissioni come Popcorn con Claudio Cecchetto e poi affiancando soprattutto Mike Bongiorno in Pentatlon, Telemike, Superflash e Bis; più di recente è comparsa in Melaverde, Sabato 4 e Sapori di vino. 
Nel 1982 ha anche partecipato al videoclip della canzone La volevo di Marco Lucchinelli.
Laureatasi in lingue nel 1987 con il massimo dei voti (tesi in letteratura tedesca, su Heinrich Böll), parallelamente agli impegni in TV si è occupata in particolare di psicologia infantile e psicopedagogia, conseguendo nel 1996 una seconda laurea in pedagogia. Proprio in qualità di psicopedagogista ha a lungo collaborato con l'Università Statale di Milano, dove aveva in precedenza conseguito entrambe le lauree; in particolare ha inaugurato la Casa di Susanna in piazza del Duomo e la Fattoria di Susanna in parco Sempione a Milano.
Nel 2000 ha aperto una propria società di comunicazione.
Ha scritto su numerose testate nazionali, tra cui Il Giorno, Corriere della Sera e Salve, occupandosi soprattutto di temi legati alla salute, al benessere e alle problematiche dell'infanzia e ha diretto, nel ritorno alle pubblicazioni, Tiramolla, periodico a fumetti.

## Vita privata
Ha avuto tre figli: la primogenita Alice, nata dal secondo matrimonio nel 1992, è deceduta poco dopo il parto. Sempre con il secondo marito ha dato alla luce la figlia Martina. L'ultimo, Iacopo, è figlio del suo terzo e attuale marito, Giorgio Olivieri, con il quale Susanna si è sposata nel 2005. Si professa cattolica.

## Filmografia

### Cinema
- Lui è peggio di me, regia di Enrico Oldoini (1985)
- Italian Fast Food, regia di Lodovico Gasparini (1986)
- Asfalto rosso, regia di Ettore Pasculli (2011)

### Televisione
- I Tre moschettieri, regia di Beppe Recchia – miniserie TV (1991)
- Casa dolce casa – serie TV, episodio 3x02 (1994)

## Programmi televisivi
- La bustarella (Antennatre, 1979)
- Portobello (Rete 2, 1982)

Da destra: Susanna Messaggio, Claudio Cecchetto e Tracy Spencer al Festivalbar 1986

- Il cappello sulle ventitré (Rai 2, 1983)
- Popcorn (Canale 5, 1983-1984)
- La luna nel pozzo (Italia 1, 1984)
- Bis (Canale 5, 1984-1990)
- Azzurro (Italia 1, 1985-1987, 1991-1992)
- Zodiaco (Italia 1, 1985)
- Gran Premio Internazionale dello Spettacolo (Canale 5, 1985)
- Incontri d'estate - Boario (Canale 5, 1985)
- Festivalbar (Canale 5, 1985-1987; Italia 1, 1989-1991)
- Anteprima (Canale 5, 1986-1987)
- Buon Anno Musica (Canale 5, 1986)
- Venezia '87 (Canale 5, 1987)
- Parole d'oro (Canale 5, 1987-1988)
- Telemike (Canale 5, 1988-1989)
- Natale al circo (Canale 5, 1989, Italia 1, 1993)
- Sabato al circo (Canale 5, 1990-1991; Italia 1, 1993)
- Circo sul ghiaccio di Mosca (Canale 5, 1991)
- Enrico Ruggeri in Concerto (Italia 1, 1993)
- Sgorbi e Bennoto presentano Persone Pulite (Italia 1, 1993)
- Gran Gala della Musica (Canale 5, 1993)
- Capodanno al circo (Italia 1, 1994)
- Gran Premio Internazionale del Circo (Rai 3, 1994)
- Amici Animali (Cinquestelle, Odeon Tv, Tivuitalia, 1994)
- Stelle a quattro zampe (Canale 5, 1994)
- Stelle della moda (Rete 4, 1995-1996)
- Pianeta bimbo (Rete 4, 1996-1997)
- Speciale Pitti Bimbo (Rete 4, 1997)
- Le Mode di Moda (Rete 4, 1997-1998)
- Derby del cuore (Italia 1, 2000)
- Sabato 4 Duemila (Rete 4, 2000-2001)
- Melaverde (Rete 4, 2002)
- Sapore di vino (Rete 4, 2002)
- In Primo Piano (Odeon Tv, 2004-2005)
- Lifeness (3 Channel, 2018)
- Annuncio WandaVision (Italia 1, gennaio 2021)

## Pubblicità
- Assorbenti Lines (1985)
- Pannolini Lines (1985-1988)
- Bioscalin (2021-2023)
- Tim (2024)